# Ampuero (Kantabrien)
Ampuero ist eine Gemeinde in der spanischen Autonomen Region Kantabrien. Sie ist umgeben von den Gemeinden Limpias, Liendo, Voto, Guriezo und Rasines. Ihre strategische Lage im Zentrum der Comarca Asón-Agüera hat sie zur Kreisstadt gemacht, was zu wichtigen Dienstleistungen und einem Industriegebiet in ihrer Umgebung beiträgt. Die Feste der Virgen Niña, die zum regionalen touristischen Interesse erklärt wurden, haben die beliebten Encierros (Stierläufe).

## Orte
- Ahedo
- Alisas
- Ampuero (Hauptstadt)
- La Aparecida
- La Bárcena
- Bernales
- Bulco
- El Camino
- Cerbiago
- Coterillo
- Las Entradas
- Las Garmillas
- Hoz de Marrón
- Marrón
- El Perujo
- Pieragullano
- Rascón
- Regada
- Rocillo
- Santisteban
- Solamaza
- Tabernilla
- Udalla
- Vear de Udalla

## Bevölkerungsentwicklung
| 1842 | 1900 | 1950 | 1981 | 1991 | 2001 | 2011 |
| ---- | ---- | ---- | ---- | ---- | ---- | ---- |
| 1273 | 3009 | 4013 | 3246 | 3379 | 3578 | 4261 |

## Persönlichkeiten
- Juan Manuel Santisteban (1944–1976), Radrennfahrer